# Grudnica
Grudnica este o localitate din comuna Tolmin, Slovenia, cu o populație de 18 locuitori.